# Mercedes-Maybach

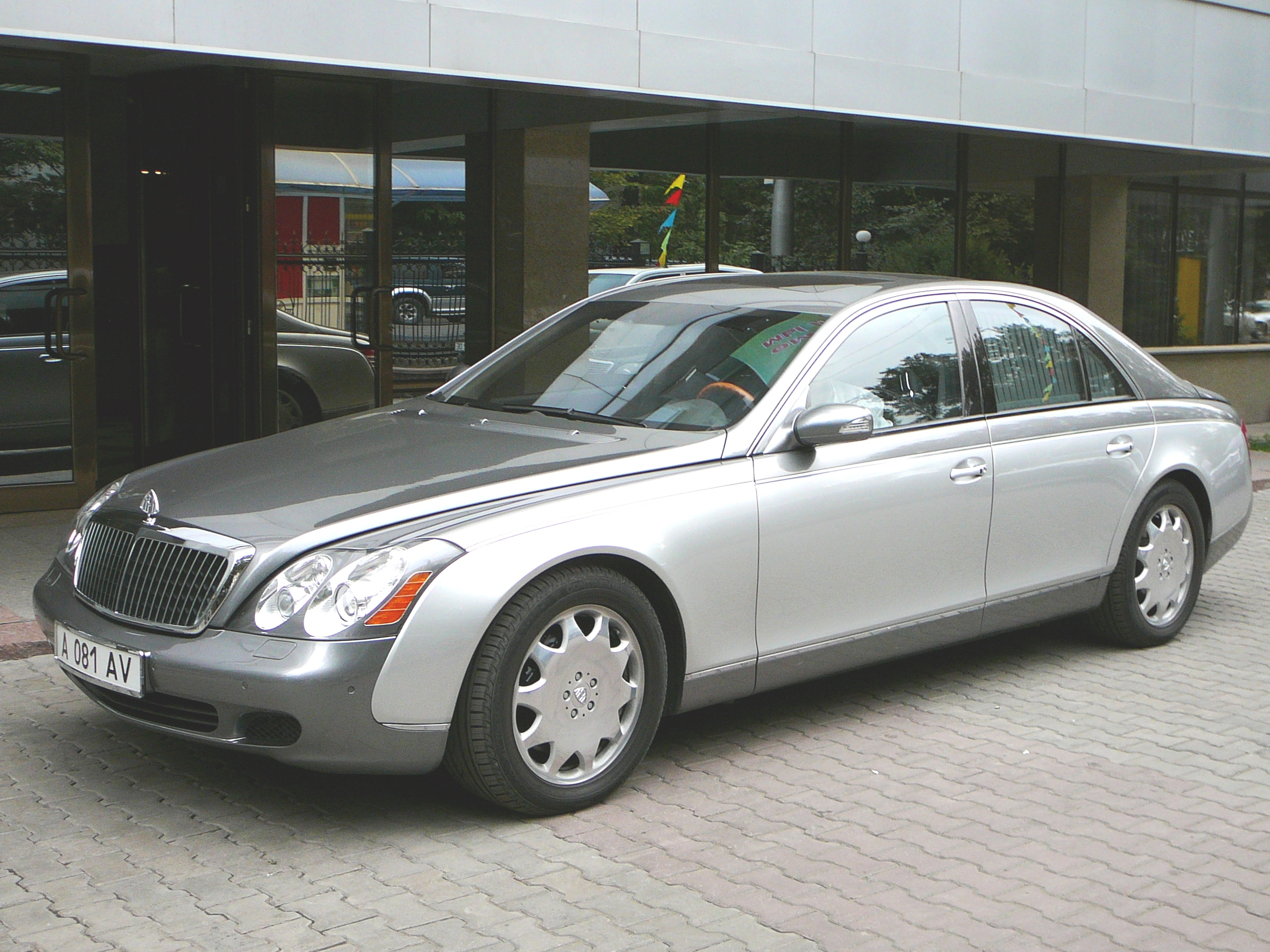
Maybach 57

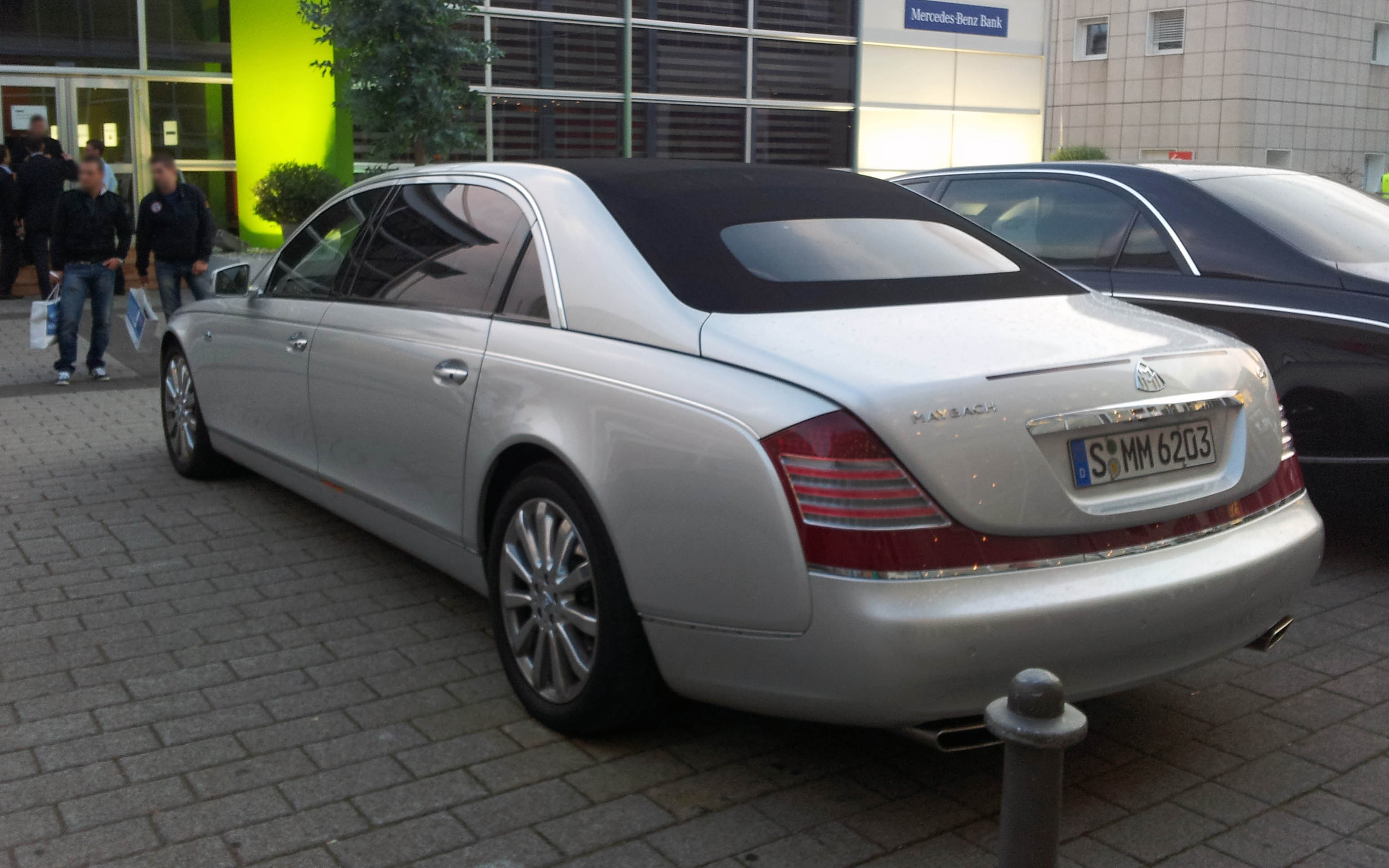
Maybach 62S Landaulet

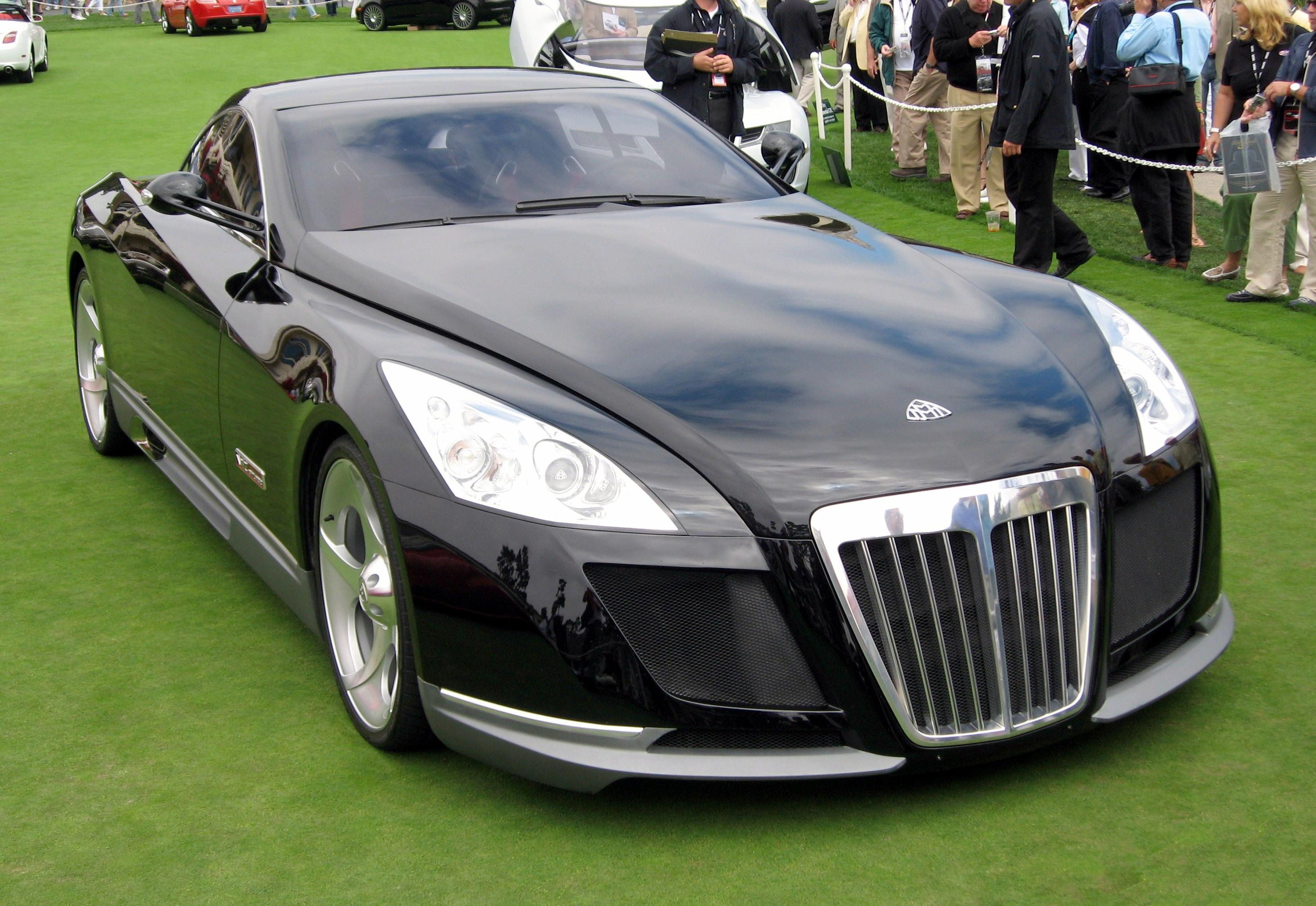
Maybach Exelero

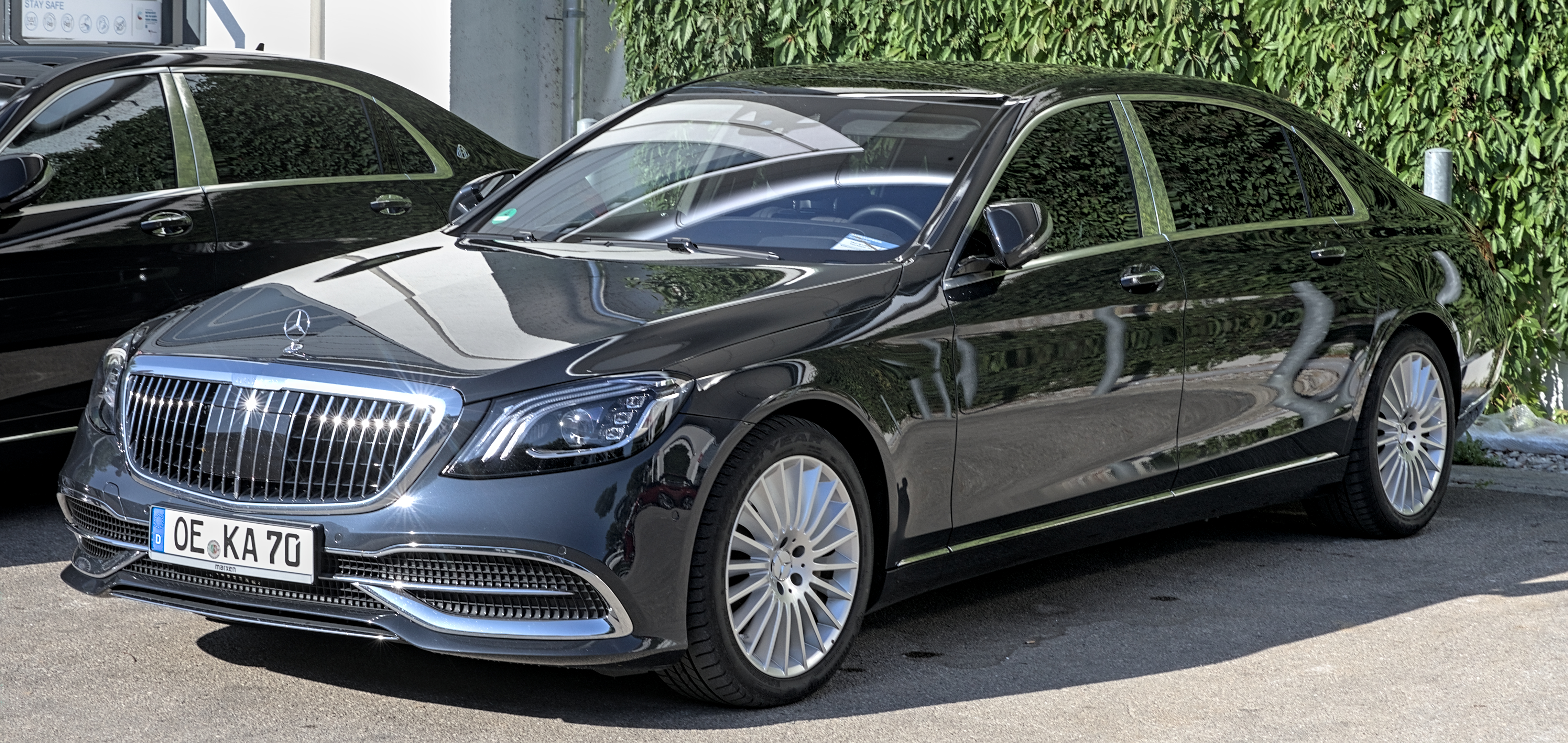
Mercedes-Maybach klasy S

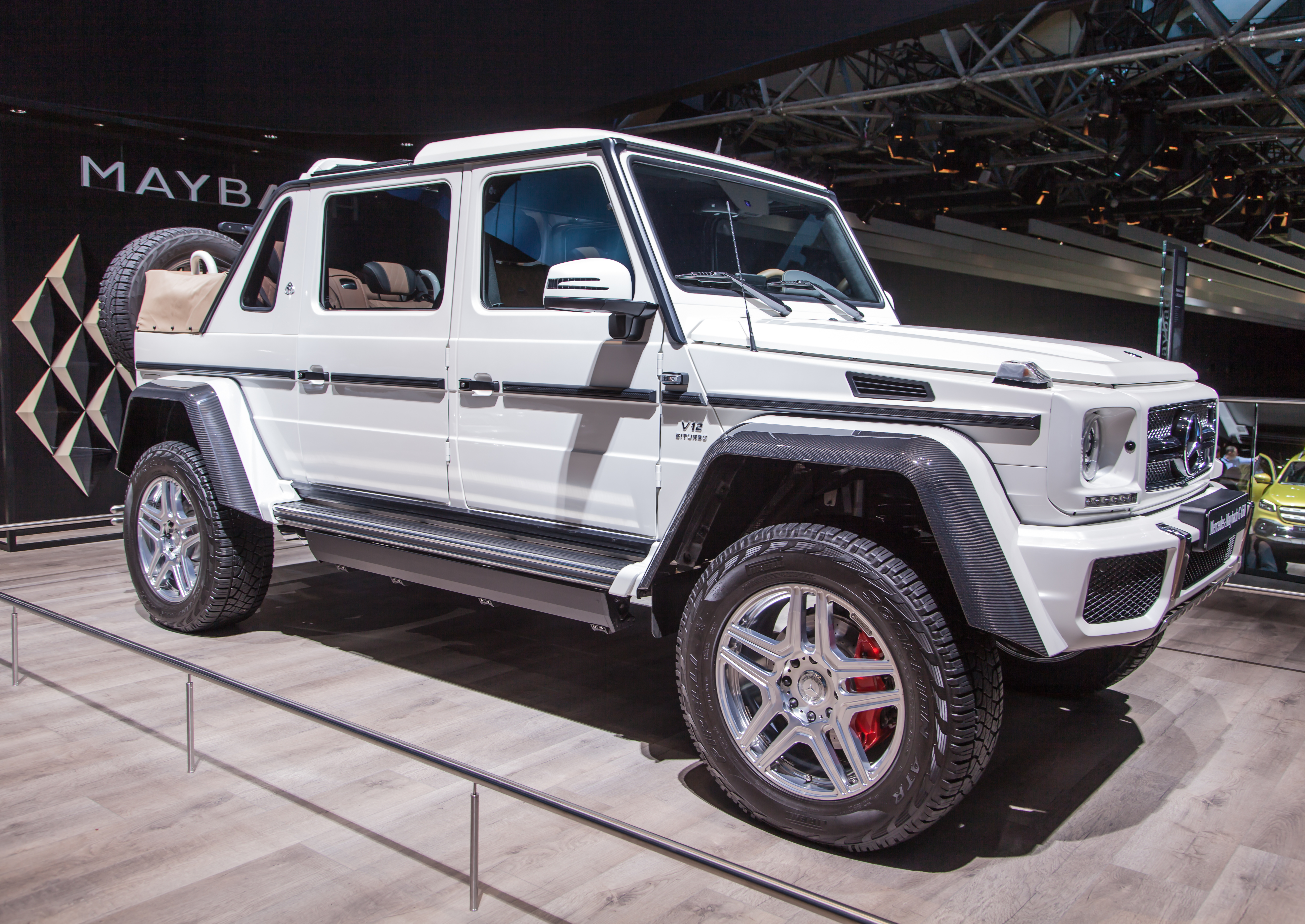
Mercedes-Maybach klasy G Landaulet

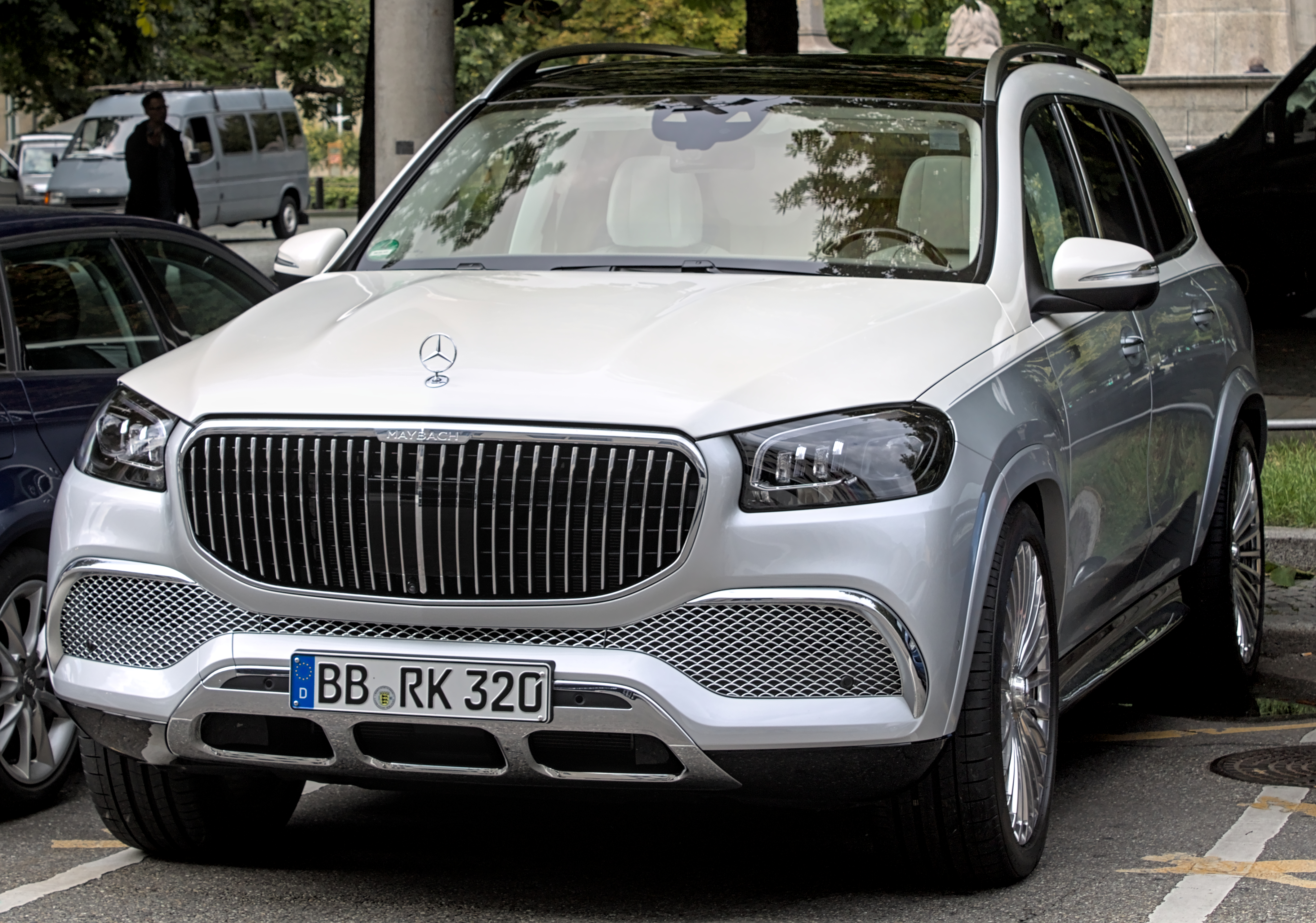
Mercedes-Maybach GLS

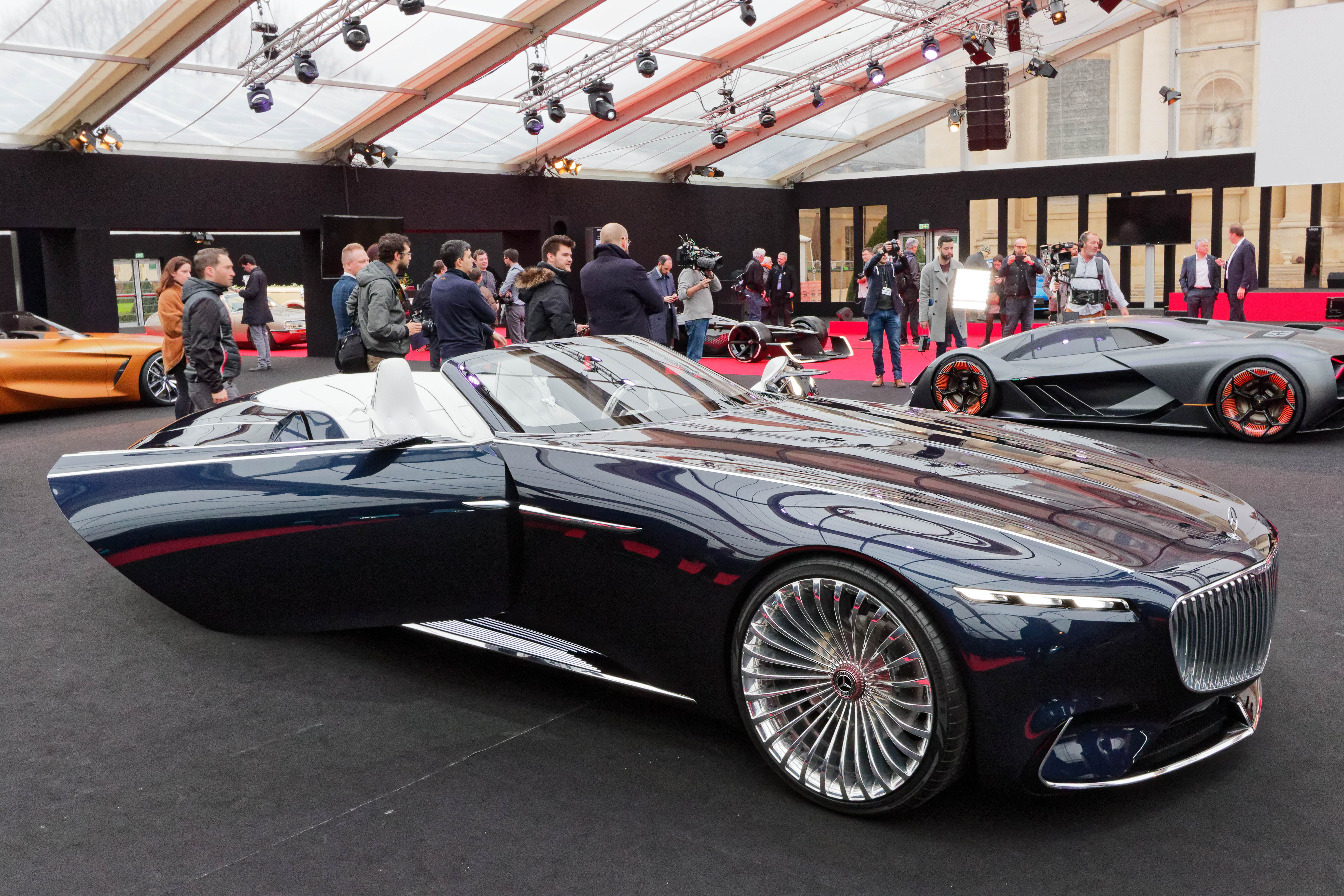
Mercedes-Maybach 6 Concept

Mercedes-Maybach – niemiecki producent samochodów luksusowych i sportowych z siedzibą w Stuttgarcie działający od 2002 roku. Należy do koncernu Mercedes-Benz Group.

## Historia

### Maybach-Manufaktur
W 1960 roku po śmierci Karla Maybacha prawo do posługiwania się marką Maybach przejął ówczesny koncern Daimler-Benz. Pozostał on jednakże bierny przez kolejne 30 lat, nie podejmując żadnych działań rynkowych wobec marki Maybach. Uległo to zmianie w 1997 roku podczas targów motoryzacyjnych w Tokio, gdy Daimler-Benz przedstawił prototyp superluksusowej limuzyny mającej na celu konkurować m.in. z Bentleyem o nazwie Mercedes-Benz Maybach Concept. Studium było zwiastunem opracowywanego seryjnego modelu ostatecznie zasilającego nie gamę Mercedesa, lecz nowej odrębnej marki. Wariant krótszy otrzymał nazwę Maybach 57, z kolei dłuższy Maybach 62. Oba modele zadebiutowały w 2002 roku, będąc pierwszymi samochodami marki Maybach od 60 lat. Rok później, dzięki konkurencyjnemu BMW, reaktywowany Maybach zyskał dużego konkurenta – brytyjskiego Rolls Royce’a.
Właściciel Maybacha, w międzyczasie na początku procesu konstrukcyjnego przemianowany na Daimler-Chrysler, zakładał ambitne plany sprzedażowe, za szczególnie ważny rynek uznając Stany Zjednoczone mające stanowić 50-procentowy udział w sprzedaży. Rocznie nabywców miało znajdować 2000 sztuk, jednak popyt był wielokrotnie niższy. Z tego powodu w 2007 roku Mercedes-Benz był zmuszony zredukować liczbę punktów dealerskich z 71 do 42, zamykając lub odkupując 29 dedykowanych salonów sprzedaży Maybacha. W 2010 roku Maybach na całym świecie sprzedał z kolei 157 samochodów, co stanowiło drastyczną dysproporcję wobec tak samo pozycjonowanego, podobnie wycenionego Rolls-Royce’a sprzedanego w 2711 egzemplarzach.
W listopadzie 2011 roku ówczesny prezes Daimlera Dieter Zetsche na łamach „Frankfurter Allgemeine Zeitung” poinformował o podjęciu decyzji o likwidacji marki Maybach w roku następnym, motywując tę decyzję niewielką popularnością i brakiem rentowności. Nowożytny Maybach jako marka był obecny w ten sposób na rynku przez 10 lat.
Poza modelami 57 i 62 będącymi trzonem oferty, Maybach w pierwszej dekadzie XXI wieku zbudował także dwa unikatowe modele, tzw. one-off. W 2005 roku niemiecka firma przedstawiła sportowo-luksusowe coupé Exelero, które dzięki współpracy z producentem opon Fulda odznaczyło się osiągnięciem prędkości 350 km/h. W 2007 roku firma na bazie dłuższej limuzyny 62 zbudowała z kolei nawiązującą do przedwojennych tradycji odmianę landaulet z odsuwanym materiałowym dachem.

### Mercedes-Maybach
W listopadzie 2014 roku ówczesny koncern Daimler poinformował o reaktywacji Maybacha po dwuletniej przerwie, redefiniując jednakże jego dotychczasową rolę – zamiast samodzielnej filii, redukując go do submarki oferującej najbardziej luksusowe warianty modeli Mercedesa. Wkrótce potem, podczas targów motoryzacyjnych w Los Angeles zaprezentowano pierwszy model sygnowany nazwą Mercedes-Maybach – Klasę S zbudowaną na bazie przedłużonej wersji modelu W222.
W 2015 roku podczas targów motoryzacyjnych w Genewie zaprezentowano przedłużoną wersję Mercedesa-Maybacha S o nazwie Pullman, z nadwoziem osiągającym 6,5 m długości. Półtora roku później, w listopadzie 2016 roku, przedstawiony został drugi model sygnowany linią Mercedes-Maybach: limitowany, zbudowany w liczbie 300 sztuk S Cabriolet, a także dwa pierwsze prototypy – awangardowe studium luksusowego coupé oraz kabrioletu o nazwie Mercedes-Maybach 6. W 2017 roku przedstawiono kolejny limitowany model – mieszankę samochodu terenowego, SUV-a i przedwojennego nadwozia landaulet w postaci zbudowanego w 99 sztukach G Landaulet.
Na przełomie drugiej i trzeciej dekady XXI wieku znaczkiem Maybacha zostały sygnowane pierwsze w historii superluksusowe SUV-y Mercedesa. Zapowiedzią takiego modelu został przedstawiony w 2018 roku prototyp Ultimate Luxury łączący cechy SUV-a z bryłą limuzyny, by jesienią 2019 roku przedstawić seryjny model – Mercedesa-Maybacha GLS. Kolejnym etapem rozwoju filii koncernu są samochody elektryczne – zapowiedzią wprowadzenia do sprzedaży takiego samochodu został prototyp Mercedes-Maybach EQS zaprezentowany we wrześniu 2021 roku. Jego seryjna postać zadebiutowała ostatecznie w kwietniu 2023.
W sierpniu 2024 zadebiutował czwarty model w portfolio Mercedes-Maybacha, będący zarazem pierwszym dwumiejscowym sportowym roadsterem w historii firmy. Mercedes-Maybach SL680 powstał jako bliźniacza wariacja na temat przedstawionego 3 lata wcześniej Mercedesa-AMG SL.

## Modele samochodów

### Obecnie produkowane

#### Samochody osobowe
- Mercedes-Maybach S

#### SUV-y
- Mercedes-Maybach GLS

#### Samochody elektryczne
- Mercedes-Maybach EQS

#### Samochody sportowe
- Mercedes-Maybach SL680

### Historyczne
Maybach:
- Exelero (2005)
- 57 (2002–2012)
- 62 (2002–2012)

Mercedes-Maybach:
- S Cabriolet (2016–2017)
- G Landaulet (2017–2018)

### Studyjne
- Mercedes-Maybach 6 (2016)
- Mercedes-Maybach 6 Cabriolet (2017)
- Mercedes-Maybach Ultimate Luxury (2018)
- Mercedes-Maybach EQS (2021)